# Chrysler Pacifica
O Pacifica é uma minivan de porte grande da Chrysler.